# Galpin Auto Sports
Pour les articles homonymes, voir GAS.
Galpin Auto Sports (GAS) est la marque d'une équipe du garage de tuning de l'émission Pimp My Ride diffusée sur MTV.
Elle fait récemment parler d'elle car l'entreprise s'est associée avec Henrik fisker pour la préparation d'une Ford mustang sur vitaminé de 725 hp [(horse power)] surnommé la Fisker Galpin rockets. Elle adopte un moteur v8 5.0l avec des performances époustouflantes.